# Grand Prix automobile d'Allemagne 1995
GP précédent GP suivant
Le Grand Prix automobile d'Allemagne 1995 (Grosser Mobil 1 Preis von Deutschland), disputé sur le Circuit d'Hockenheim situé dans le land de Bade-Wurtemberg en Allemagne le 30 juillet 1995, est la quarante-troisième édition du Grand Prix, le 573e Grand Prix de Formule 1 couru depuis 1950 et la neuvième manche du championnat 1995.

## Grille de départ
| Pos. | No | Pilote                   | Écurie             | Temps Q1       | Temps Q2       | Écart      |
| ---- | -- | ------------------------ | ------------------ | -------------- | -------------- | ---------- |
| 1    | 5  | Damon Hill               | Williams-Renault   | 1 min 44 s 932 | 1 min 44 s 385 |            |
| 2    | 1  | Michael Schumacher       | Benetton-Renault   | 1 min 45 s 505 | 1 min 44 s 465 | + 0 s 080  |
| 3    | 6  | David Coulthard          | Williams-Renault   | 1 min 45 s 306 | 1 min 44 s 540 | + 0 s 155  |
| 4    | 28 | Gerhard Berger           | Ferrari            | 1 min 46 s 482 | 1 min 45 s 553 | + 1 s 168  |
| 5    | 14 | Rubens Barrichello       | Jordan-Peugeot     | 1 min 48 s 203 | 1 min 45 s 765 | + 1 s 380  |
| 6    | 15 | Eddie Irvine             | Jordan-Peugeot     | 1 min 46 s 916 | 1 min 45 s 846 | + 1 s 461  |
| 7    | 8  | Mika Häkkinen            | McLaren-Mercedes   | 1 min 46 s 291 | 1 min 45 s 849 | + 1 s 464  |
| 8    | 7  | Mark Blundell            | McLaren-Mercedes   | 1 min 47 s 854 | 1 min 46 s 221 | + 1 s 836  |
| 9    | 2  | Johnny Herbert           | Benetton-Renault   | 1 min 46 s 381 | 1 min 46 s 315 | + 1 s 930  |
| 10   | 27 | Jean Alesi               | Ferrari            | 1 min 46 s 356 | 1 min 46 s 475 | + 1 s 971  |
| 11   | 30 | Heinz-Harald Frentzen    | Sauber-Ford        | 1 min 47 s 769 | 1 min 46 s 801 | + 2 s 416  |
| 12   | 26 | Olivier Panis            | Ligier-Mugen-Honda | 1 min 47 s 372 | 1 min 47 s 528 | + 2 s 987  |
| 13   | 4  | Mika Salo                | Tyrrell-Yamaha     | 1 min 49 s 103 | 1 min 47 s 507 | + 3 s 122  |
| 14   | 29 | Jean-Christophe Boullion | Sauber-Ford        | 1 min 48 s 526 | 1 min 47 s 636 | + 3 s 251  |
| 15   | 9  | Massimiliano Papis       | Arrows-Hart        | 1 min 49 s 621 | 1 min 48 s 093 | + 3 s 708  |
| 16   | 24 | Luca Badoer              | Minardi-Ford       | 1 min 50 s 409 | 1 min 49 s 302 | + 4 s 917  |
| 17   | 3  | Ukyo Katayama            | Tyrrell-Yamaha     | 1 min 56 s 518 | 1 min 49 s 402 | + 5 s 017  |
| 18   | 25 | Aguri Suzuki             | Ligier-Mugen-Honda | 2 min 04 s 193 | 1 min 49 s 716 | + 5 s 331  |
| 19   | 10 | Taki Inoue               | Arrows-Hart        | 1 min 50 s 451 | 1 min 49 s 892 | + 5 s 507  |
| 20   | 23 | Pierluigi Martini        | Minardi-Ford       | 1 min 51 s 368 | 1 min 49 s 990 | + 5 s 605  |
| 21   | 21 | Pedro Diniz              | Forti-Ford         | 1 min 54 s 303 | 1 min 52 s 961 | + 8 s 576  |
| 22   | 22 | Roberto Moreno           | Forti-Ford         | 1 min 53 s 456 | 1 min 53 s 405 | + 9 s 020  |
| 23   | 17 | Andrea Montermini        | Pacific-Ford       | 1 min 53 s 492 | Pas de temps   | + 9 s 107  |
| 24   | 16 | Giovanni Lavaggi         | Pacific-Ford       | 1 min 54 s 625 | 1 min 56 s 325 | + 10 s 240 |

## Classement de la course

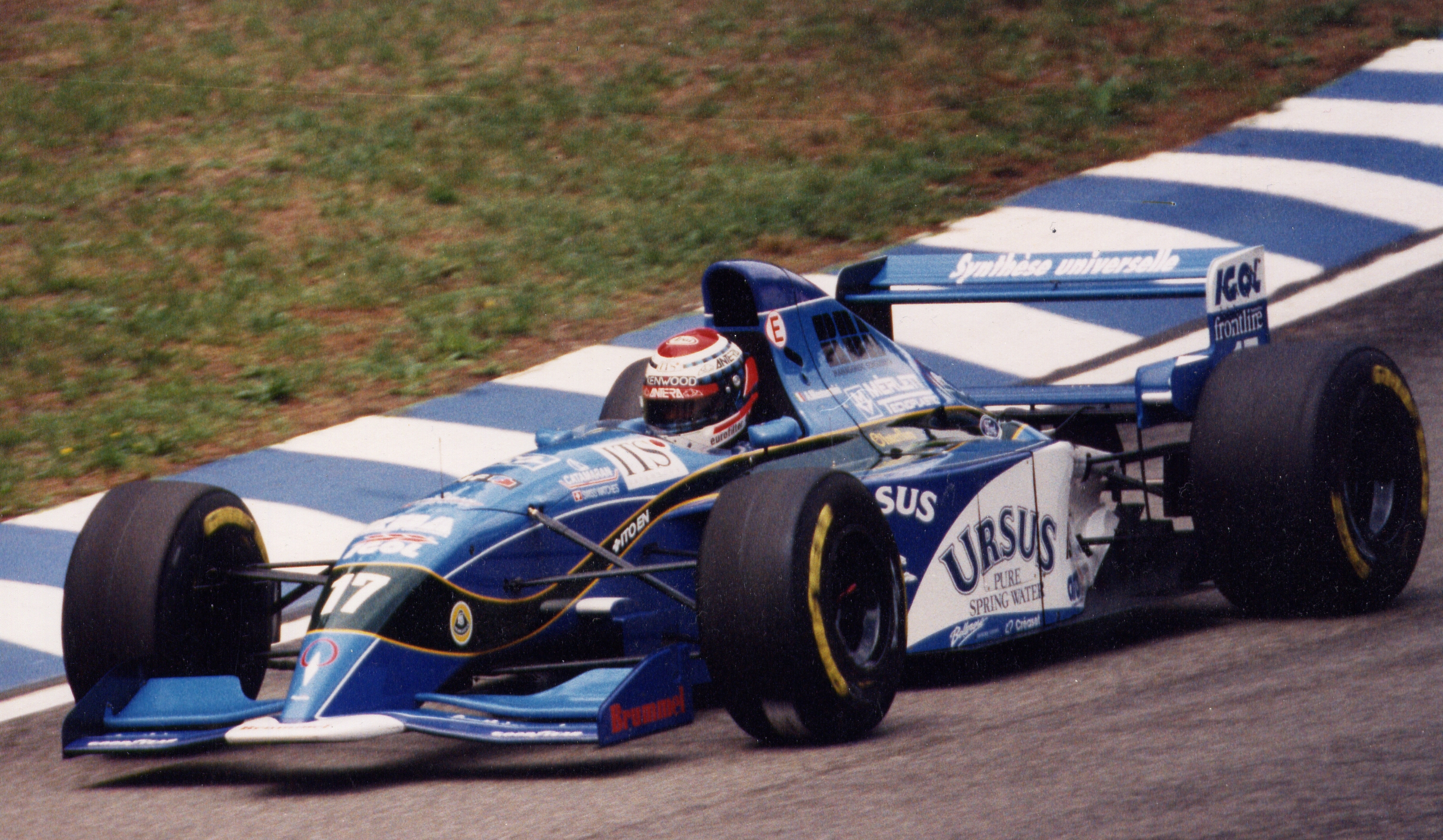
Avec sa huitième place finale, Andrea Montermini signe à Hockenheim la meilleure performance de sa carrière en Formule 1.

| Pos. | No | Pilote                   | Écurie             | Tours | Temps/Abandon                      | Grille | Points |
| ---- | -- | ------------------------ | ------------------ | ----- | ---------------------------------- | ------ | ------ |
| 1    | 1  | Michael Schumacher       | Benetton-Renault   | 45    | 1 h 22 min 56 s 043 (222,130 km/h) | 2      | 10     |
| 2    | 6  | David Coulthard          | Williams-Renault   | 45    | + 5 s 988                          | 3      | 6      |
| 3    | 28 | Gerhard Berger           | Ferrari            | 45    | + 1 min 08 s 097                   | 4      | 4      |
| 4    | 2  | Johnny Herbert           | Benetton-Renault   | 45    | + 1 min 23 s 436                   | 9      | 3      |
| 5    | 29 | Jean-Christophe Boullion | Sauber-Ford        | 44    | + 1 tour                           | 14     | 2      |
| 6    | 25 | Aguri Suzuki             | Ligier-Mugen-Honda | 44    | + 1 tour                           | 18     | 1      |
| 7    | 3  | Ukyo Katayama            | Tyrrell-Yamaha     | 44    | + 1 tour                           | 17     |        |
| 8    | 17 | Andrea Montermini        | Pacific-Ford       | 42    | + 3 tours                          | 23     |        |
| 9    | 15 | Eddie Irvine             | Jordan-Peugeot     | 41    | Accélérateur                       | 6      |        |
| Abd. | 8  | Mika Häkkinen            | McLaren-Mercedes   | 33    | Moteur                             | 7      |        |
| Abd. | 30 | Heinz-Harald Frentzen    | Sauber-Ford        | 32    | Moteur                             | 11     |        |
| Abd. | 24 | Luca Badoer              | Minardi-Ford       | 28    | Boîte de vitesses                  | 16     |        |
| Abd. | 16 | Giovanni Lavaggi         | Pacific-Ford       | 27    | Boîte de vitesses                  | 24     |        |
| Abd. | 22 | Roberto Moreno           | Forti-Ford         | 27    | Transmission                       | 22     |        |
| Abd. | 14 | Rubens Barrichello       | Jordan-Peugeot     | 20    | Moteur                             | 5      |        |
| Abd. | 7  | Mark Blundell            | McLaren-Mercedes   | 17    | Moteur                             | 8      |        |
| Abd. | 26 | Olivier Panis            | Ligier-Mugen-Honda | 13    | Fuite d'eau                        | 12     |        |
| Abd. | 27 | Jean Alesi               | Ferrari            | 12    | Moteur                             | 10     |        |
| Abd. | 23 | Pierluigi Martini        | Minardi-Ford       | 11    | Moteur                             | 20     |        |
| Abd. | 10 | Taki Inoue               | Arrows-Hart        | 9     | Boîte de vitesses                  | 19     |        |
| Abd. | 21 | Pedro Diniz              | Forti-Ford         | 8     | Freins                             | 21     |        |
| Abd. | 5  | Damon Hill               | Williams-Renault   | 1     | Accident                           | 1      |        |
| Abd. | 4  | Mika Salo                | Tyrrell-Yamaha     | 0     | Transmission                       | 13     |        |
| Abd. | 9  | Massimiliano Papis       | Arrows-Hart        | 0     | Boîte de vitesses                  | 15     |        |

## Pole position et record du tour
- Pole position :  Damon Hill en 1 min 44 s 385 (vitesse moyenne : 235,310 km/h).
- Meilleur tour en course :  Michael Schumacher en 1 min 48 s 824 au 22e tour (vitesse moyenne : 225,711 km/h).

## Tours en tête
- Damon Hill : 1 tour (1)
- Michael Schumacher : 40 tours (2-19 / 24-45)
- David Coulthard : 4 tours (20-23)

## Statistiques
- 15e victoire pour Michael Schumacher.
- 21e victoire pour Benetton en tant que constructeur.
- 66e victoire pour Renault en tant que motoriste.
- 20e meilleur tour en course pour Michael Schumacher.
- 1er Grand Prix pour Giovanni Lavaggi à 38 ans.
- Premiers points en Formule 1 pour Jean-Christophe Boullion.
- 118e et dernier Grand Prix pour Pierluigi Martini, remplacé par le Portugais Pedro Lamy.
- 300e Grand Prix pour l'écurie Williams F1 Team.

## Classements généraux à l'issue de la course
- Note : Benetton et Williams ont été disqualifiés lors du Grand Prix inaugural du Brésil pour utilisation de carburant non conforme à la réglementation de la Formule 1[3]. L'échantillon d'essence prélevé à l'issue de la course ne correspondait pas aux spécifications de l'échantillon témoin fourni à la FIA[4]. Les écuries ont fait appel de cette décision, ce qui a conduit à une annulation de la sanction concernant les pilotes qui ont conservé leurs points, mais un maintien de la pénalité pour les écuries. Benetton a ainsi perdu les 10 points de la victoire de Michael Schumacher et Williams les 6 points de la seconde place de David Coulthard, d'où une différence entre les points obtenus par ces écuries et les totaux des résultats de leurs pilotes[5],[6].

| Pos. | Pilote                   | Écurie             | Points |
| ---- | ------------------------ | ------------------ | ------ |
| 1    | Michael Schumacher       | Benetton-Renault   | 56     |
| 2    | Damon Hill               | Williams-Renault   | 35     |
| 3    | Jean Alesi               | Ferrari            | 32     |
| 4    | Johnny Herbert           | Benetton-Renault   | 25     |
| 5    | David Coulthard          | Williams-Renault   | 23     |
| 6    | Gerhard Berger           | Ferrari            | 21     |
| 7    | Rubens Barrichello       | Jordan-Peugeot     | 7      |
| 8    | Olivier Panis            | Ligier-Mugen-Honda | 7      |
| 9    | Eddie Irvine             | Jordan-Peugeot     | 6      |
| 10   | Mark Blundell            | McLaren-Mercedes   | 5      |
| 11   | Mika Häkkinen            | McLaren-Mercedes   | 5      |
| 12   | Heinz-Harald Frentzen    | Sauber-Ford        | 5      |
| 13   | Martin Brundle           | Ligier-Mugen-Honda | 3      |
| 14   | Jean-Christophe Boullion | Sauber-Ford        | 2      |
| 15   | Aguri Suzuki             | Ligier-Mugen-Honda | 1      |
| 16   | Gianni Morbidelli        | Arrows-Hart        | 1      |

| Pos. | Écurie             | Points |
| ---- | ------------------ | ------ |
| 1    | Benetton-Renault   | 71     |
| 2    | Ferrari            | 53     |
| 3    | Williams-Renault   | 52     |
| 4    | Jordan-Peugeot     | 13     |
| 5    | Ligier-Mugen-Honda | 11     |
| 6    | McLaren-Mercedes   | 10     |
| 7    | Sauber-Ford        | 7      |
| 8    | Arrows-Hart        | 1      |